# Синдром визуального снега

Анимация, демонстрирующая рябь в глазах у больных синдромом визуального снега

Синдро́м визуа́льного сне́га (англ. Visual Snow Syndrome) —  редкое неврологическое заболевание (Не путать с обычным симптомом визуального снега) основным признаком которого является появление в поле зрения мерцающих белых, черных, прозрачных или цветных точек в любых условиях на постоянной основе. Синдром визуального снега присутствует во всех условиях освещения, даже с закрытыми глазами. Точки остаются индивидуальными, не слипаются и не изменяют размера. Визуальный снег существует в одной из двух форм: импульсный тип и широкополосный тип.
При импульсном типе визуального снега посторонние точки появляются в полях зрения, как помехи старого телевизора. Точки могут быть темнее или светлее. Они также могут иметь свойство мерцать по отдельности или казаться кружащимися в поле зрения.
При широкополосном визуальном снеге точки появляются в виде грубой текстуры (похожей на рассеивание границ объектов) с низкой амплитудой, скрывающей периферию в пространстве объектов. Точки могут казаться как светлее, так и темнее фона.
В редких случаях посторонние точки кажутся разными по цвету.

## Отличие Визуального Снега от Синдрома Визуального Снега
Визуальный снег — это явление, при котором человек видит непрерывное зернистое изображение, будто видит "помехи" или "шум" в поле зрения. Это явление может возникать у большинства людей в определённых условиях, например, в темноте или при слабом освещении. В таких ситуациях визуальная система усиливает восприятие света, что может приводить к появлению лёгкой зернистости, и это считается нормой.
Однако, когда визуальный снег становится постоянным и сопровождается другими симптомами (например, головными болями, нарушением зрения, или другими неврологическими расстройствами), это может свидетельствовать о наличии Синдрома визуального снега. Синдром визуального снега — это хроническое неврологическое состояние, при котором человек испытывает постоянные помехи в зрительном восприятии, даже при ярком освещении. Этот синдром не является нормой и может требовать медицинского внимания и диагностики.

Таким образом, визуальный снег как временное или случайное явление — это нормально, в то время как Синдром визуального снега — это патология, которая может требовать консультации с врачом.

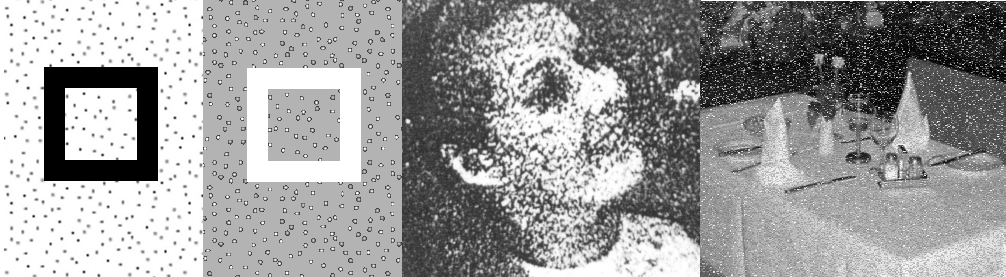
На картинке приведены типы визуального снега. Две картинки слева визуальный снег импульсного типа, две правые картинки визуальный снег широкополосного типа.

## Эпидемиология
Симптомы визуального снега обычно появляются в течение последних лет в подростковом и юношеском возрастах. В одном исследовании средний возраст появления симптомов был 21 год, но синдром визуального снега может появиться в любом возрасте, у людей любой расы и обоих полов.
Чтобы удостовериться, что человек страдает визуальным снегом, у него должен быть замечен как минимум один дополнительный симптом помимо постоянной ряби в глазах. Бывают периоды, когда одна симптоматика сменяет другую, но зачастую больные имеют множество симптомов одновременно.
Согласно последнему клиническому описанию 1100 случаев заболевания Синдром визуального снега имеет 2 основных сопутствующих симптома: мигрень и шум в ушах.

## Симптомы
Постоянное наличие динамических, непрерывных, крошечных точек во всём поле зрения (описываемых как шум в глазах, рябь в глазах и «зернистость» изображения), а также, по крайней мере, один дополнительный симптом:
- наличие послеобразов (палинопсия) (визуальные следы от объектов и свет от отпечатков объектов);
- усиленные энтоптические явления (фотопсия, феномен Ширера, деструкция стекловидного тела, призрачное зрение, эффект гало);
- светобоязнь (фотофобия);
- звон в ушах (тиннитус);
- ослабленное ночное видение (никталопия).

Несмотря на то, что визуальный снег рассматривается как явление, отдельное от ауры мигрени, многие пациенты сообщают о сопутствующей мигрени, нарушениях сна, тревожности и депрессии.
Кроме снега перед глазами пациенты могут испытывать другие симптомы:
- тиннитус
- послеобразы
- палинопсия
- акинетопсия
- эффект голубого поля
- светобоязнь
- никталопия
- деперсонализация и дереализация
- когнитивные нарушения
- гало-эффект
- пульсация в глазах
- чувствительность к узорам (чувствительность к геометрическим узорам, особенно к содержащим высокий контраст цветов (например, черный и белый). Происходит дрожание, мерцание, вибрирование узора, в некоторых случаях доходят до болевых ощущений. Могут быть проблемы при чтении чёрного текста на белом фоне, так как слова могут смещаться, мерцать, дрожать, что и делает чтение трудным, иногда вызывая головные боли, мигрень или усталость).
- потеря контрастной чувствительности (контрастная чувствительность позволяет видеть объекты, которые неярко выделяются. Потеря контрастной чувствительности может сделать зрение более тусклым, темнее, как на старой, выцветшей фотографии).

### Прогнозирование тяжести заболевания на основе симптомов
- женщины имеют примерно на треть больше шансов испытать большее количество симптомов, чем мужчины;
- наличие симптомов мигрени увеличивает в 2,5 раза риск испытать большее количество симптомов синдрома визуального снега в будущем;
- наличие шума в ушах увеличивает примерно в 2 раза риск испытать большее количество симптомов синдрома визуального снега в будущем[3].

## Причины
Причина появления визуального снега неизвестна, однако на данный момент синдром визуального снега рассматривают в рамках теории таламо-кортикальной аритмии, а также предполагают, что синдром визуального снега вызван чрезмерной возбудимостью нейронов в коре головного мозга, в частности правой язычной извилины и левом мозжечке передней доли головного мозга. Последние исследования показали, что у пациентов с визуальным снегом наблюдается церебральный гиперметаболизм в зрительной коре, что приводит к изменению возбудимости нейронов; так, в при проведении фМРТ у 19 пациентов с визуальным снегом в контроле с 16 контрольными группами, сопоставимыми по полу и возрасту, отмечалась гиперсвязанность между экстрастриатными зрительными и нижними височными областями мозга, а также между префронтальной и теменной (угловой корой) областями мозга. Кроме того, у пациентов наблюдалось повышение объёма серого вещества в правой язычной извилине. Это говорит о том, что как функциональные, так и структурно-пластические изменения являются важными признаками патофизиологии, участвующей в визуальном снеге.
Установлены также случаи появления визуального снега у лиц, страдающих персистирующей аурой мигрени и длительным расстройством восприятия, вызванным галлюциногенами. Существует определённая схожесть симптомов с длительным расстройством восприятия, вызванным галлюциногенами (HPPD), но согласно исследованиям Кристофа Шанкина (доктор Калифорнийского Университета, Сан-Франциско), эти 2 синдрома между собой не связаны.
Также отмечается, что дефекты зрительного пути маловероятны, так как визуальный снег появляется во всех полях зрения и не ограничивается определёнными аксонами пути.
Визуальный снег может быть вызван рядом факторов, среди которых:
- Неврологические расстройства: Некоторые исследования связывают визуальный снег с расстройствами, такими как мигрень (особенно с аурой), а также с синдромом Лайма.
- Сенсорная интеграция: У некоторых людей это явление может быть связано с нарушением обработки сенсорной информации, например, у людей с аутизмом.
- Фармакологические факторы: Некоторые лекарства или наркотические вещества могут вызывать визуальный снег как побочный эффект.
- Стресс и утомление: Длительное напряжение глаз или стресс могут привести к возникновению этого явления.

## Факторы риска
Как правило, риски возникновения синдрома визуального снега связывают со стрессом, не специфической тревогой, дислексией, расстройством аутистического спектра, мигренью с аурой, или использованием рекреационных и рецептурных галлюциногенов.Последние наблюдения случаев визуального снега позволяют установить, что большинство пациентов как правило имеют другие сопутствующие расстройства зрения такие как смешанный астигматизм,  близорукость и др. Вероятно синдром визуального снега связан с чрезмерной нагрузкой на центр зрительной обработки в затылочной части мозга в связи с обработкой визуального восприятия. Также большую роль может играть шейный остеохондроз и другие причины снижения снабжения мозга кислородом, включая вертебральный синдром.

## Диагностика
Диагностика визуального снега осуществляется на основе анамнеза, исследования глазного дна и томографии головного мозга (КТ или МРТ). Проводится дифференциальная диагностика со следующими болезнями: энтопический эффект голубого поля, мигрень с аурой, деструкция стекловидного тела, отслойка сетчатки, дислексия.
Для точной диагностики визуального снега важно, чтобы симптомы были постоянными и наблюдались в хорошем освещении без дополнительных усилий. Характерным проявлением данного состояния является непрерывное нарушение зрения, выраженное в виде мельчайших динамичных точек, заполняющих всё поле зрения.
Важно отличать визуальный снег от других диагнозов, особенно от мигрени с аурой. Подробный анамнез может помочь различить визуальный снег и мигрень с аурой, в зависимости от частоты и описания визуальных изменений. Например, пациент с визуальным снегом постоянно видит крошечные мерцающие точки в поле зрения, а пациент с мигренью с аурой будет видеть меняющиеся визуальные искажения, которые будут отличаться от описания визуального снега. Тщательное обследование глазного дна может выявить патологию глаз, в том числе отслойку сетчатки, которая может восприниматься пациентом как «плавающая». Пациенты с дислексией будут иметь проблемы с чтением, письмом и концентрацией, визуальные изменения они будут описывать по-разному. Пациенты с энтоптическим феноменом синего поля явления будут описывать как «визуальное волны», «чёрные точки с белым хвостом», а также отмечать, что лучше всего данный феномен виден на фоне ясного голубого неба или другого синего фона.

## Состояния, ошибочно принимаемые за визуальный снег
1. Восприятие визуальной статики, ряби или зернистости на однотонных цветах, в небе или в темноте может быть нормальным явлением, связанным с нейронным шумом, усиленным при отсутствии ярких визуальных стимулов. Этот эффект известен как Эффект Гандцфельда (Wikipedia) / Эффект Гандцфельда (Внешний источник). В условиях низкой освещенности, особенно в слабо освещенных помещениях, это явление связано с тем, как глаза и мозг обрабатывают визуальную информацию в условиях недостаточного освещения. Зрительная система становится более чувствительной к свету и может усиливать шум или незначительные изменения зрительного сигнала. На примере работой различных типов фоторецепторов в сетчатке глаза. В темноте преимущественно активируются палочки — фоторецепторы, которые отвечают за восприятие света при низкой освещенности, но они не способны различать детали или цвета. Именно поэтому при тусклом свете мы часто видим мир размытым и зернистым, без четких контуров. В то время как колбочки (которые отвечают за восприятие цвета и детали) активируются при более ярком освещении, палочки обеспечивают зрение в условиях низкой освещенности, но с потерей точности. Поэтому зернистость, которую мы воспринимаем в темноте, является естественной адаптацией нашего зрения к ограничениям фоторецепторов, а не признаком какой-то аномалии. Важно отметить, что восприятие таких явлений может различаться у разных людей из-за индивидуальных особенностей восприятия и чувствительности.
2. При закрытых глазах визуальная статика может относиться к первому уровню зрительной галлюцинации, что в свою очередь является абсолютной нормой.
3. Патологии глаза или другие неврологические заболевания также могут быть причиной визуальных аномалий, включая появление визуальной статики или других изменений в восприятии.

## Медикаментозная терапия
Лекарства, которые могут быть использованы для снижения симптомов визуального снега: ламотриджин, ацетазоламид, верапамил, напроксен, нортриптилин, карбамазепин, сертралин, клоназепам (ривотрил), пропранолол. Однако эти лекарства не всегда дают положительный эффект.

## Прогноз
Обычно визуальный снег не прогрессирует, но и не исчезает. Пациенты, как правило, имеют хронические и рецидивирующие симптомы. Некоторые пациенты реагируют положительно на лечение мигрени с аурой или судорожных состояний, например, с применением ламотриджина. Тем не менее, даже при целенаправленном лечении мигрени визуальный снег не исчезает, что оставляет вопрос о его лечении открытым.